# Alois Schenk

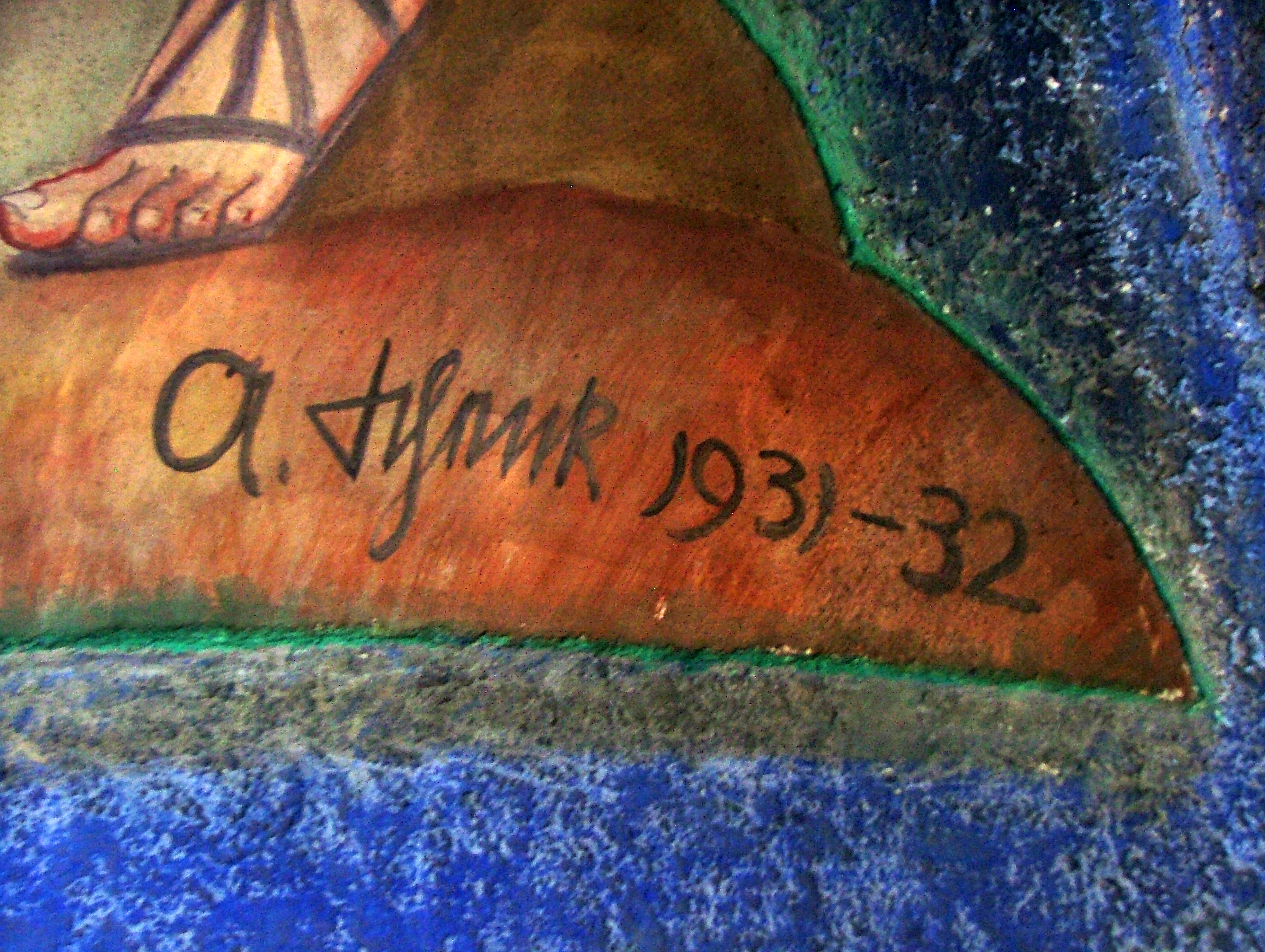
Signatur von Alois Schenk in der Pfarrkirche Baienfurt

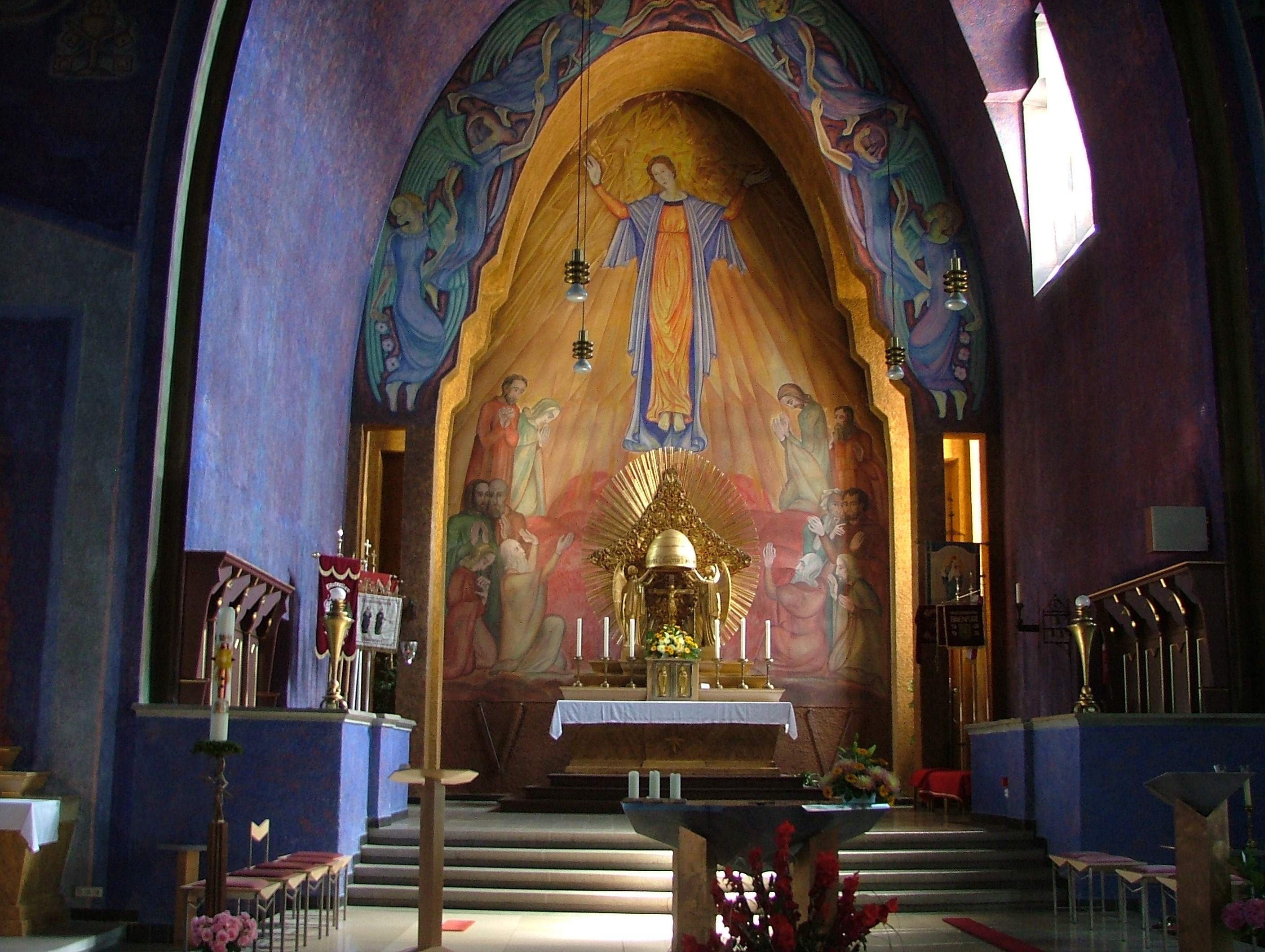
Altarwand in der Pfarrkirche Baienfurt

Alois Georg Schenk (* 4. Februar 1888 in Schwäbisch Gmünd; † 24. September 1949 ebenda) war ein deutscher Kirchenmaler.

## Leben
Alois Schenk studierte an der Akademie der Künste in Stuttgart, wo er ein Schüler von Robert Poetzelberger, Christian Landenberger und Adolf Hölzel war. Zeitweise hielt er sich in Düsseldorf auf.
Er stattete in den 1920er Jahren mehrere Neubauten katholischer Kirchen vor allem in der Diözese Rottenburg-Stuttgart mit Wandgemälden und Kreuzwegstationen aus, darunter expressionistische Kirchen des Architekten Otto Linder.
Schenk wurde auf dem Leonhardsfriedhof in Schwäbisch Gmünd beigesetzt.

## Werke (Auswahl)
- Ausmalung des Chors der Pfarrkirche St. Cyriakus, Straßdorf, 1914–1915
- Kreuzwegfries in der Pfarrkirche St. Peter und Paul, Röhlingen, 1919–1922[2]
- Ausmalung der Pfarrkirche St. Mariä Himmelfahrt, Baienfurt, 1926/1927
- Fresken in der Pfarrkirche Mariä Himmelfahrt (neue Marienkirche), Süßen, 1928/1929
- Fresken in der Pfarrkirche Zöschingen, 1928
- Deckenfresken und Altarblätter in der Wallfahrtskirche St. Maria, Rechberg, 1928 (mittlerweile im Zuge einer Renovierung übermalt)
- Altarbild in der Stadtpfarrkirche Hl. Kreuz, Bludenz, ca. 1932–1934
- Evangelisten-Fresken und Kreuzweg in Mariä Namen und St. Sebastian, Degenfeld
- Altarbild (?) für Kloster Sießen bei Saulgau
- Altarbild (?) für die Pfarrkirche Mariä Himmelfahrt, Neresheim
- Altarbild (?) für die Herz-Jesu-Kirche, Pforzheim
- Altarbild (?) für die Pfarrkirche St. Martin, Landshausen
- Altarbild (?) für die Pfarrkirche in Rheineck, Schweiz
- Altarbild für die Sankt-Patrizius-Kirche in Eggenrot, 1937, nicht sichtbar[3]